# Viola lithion
Viola lithion N.H.Holmgren & P.K.Holmgren – gatunek roślin z rodziny fiołkowatych (Violaceae). Występuje endemicznie w Stanach Zjednoczonych – w Nevadzie i Utah. Jest gatunkiem krytycznie zagrożonym na całym obszarze swojego występowania. 

## Morfologia
PokrójBylina dorastająca do 5–15 cm wysokości, tworzy kłącza.
LiścieBlaszka liściowa ma kształt od owalnego do deltoidalnego. Mierzy 1–2,5 cm długości oraz 0,6–2,2 cm szerokości, jest karbowana i ząbkowana na brzegu, ma nasadę od sercowatej do ściętej i ostry wierzchołek. Ogonek liściowy jest nagi i ma 1–10 cm długości. Przylistki są lancetowate.
KwiatyPojedyncze, wyrastające z kątów pędów. Mają działki kielicha o lancetowatym kształcie. Płatki są odwrotnie jajowate i mają purpurową barwę, dolny płatek jest odwrotnie jajowaty, mierzy 5-11 mm długości, posiada obłą ostrogę o długości 1 mm.
OwoceTorebki mierzące 5 mm średnicy, o niemal kulistym kształcie.

## Biologia i ekologia
Rośnie na murawach i terenach skalistych. Występuje na wysokości od 2300 do 3100 m n.p.m.